# Hönigsberg & Düvel Datentechnik
Die Hönigsberg & Düvel Datentechnik GmbH war ein 1996 gegründeter IT- und Engineering-Dienstleister mit Hauptsitz in Wolfsburg. Das Unternehmen war seit Oktober 2018 Teil der HCL-Technologies-Gruppe und wurde 2021 mit der HCL Technologies Germany GmbH verschmolzen.
Das Angebot reichte von IT-Beratung über Server-, Infrastructure- und Workplace-Management, Offshore Enabling, Shopfloor IT und Industrie 4.0 Expertise bis zu SAP-, CAx- und Engineering-Dienstleistungen sowie eigenen, kundenspezifischen Produktentwicklungen. Das Unternehmen arbeitete in den Branchen Automobil / Fertigungsindustrie, Banken / Versicherungen, Öffentliche Verwaltung, Gesundheitswesen, Energieversorger und Telekommunikation. Hauptzielgruppe waren große mittelständische Unternehmen und Großunternehmen.

## Geschichte
Im Jahre 1996 gründeten Bernhard und Anita Hönigsberg gemeinsam mit Oliver Düvel in Wolfsburg die Hönigsberg & Düvel Datentechnik GbR und boten Schulungen in Microsoft-Software an. 1998 firmierte das Unternehmen um in die heutige Hönigsberg & Düvel Datentechnik GmbH, zu der mittlerweile mehrere Tochtergesellschaften gehören. Zum Schulungsangebot kamen IT-Dienstleistungen hinzu, die mittlerweile den größten Anteil am Umsatz haben. Den höchsten Zuwachs an Mitarbeitern gab es zwischen 2006 und 2008, als sich die Anzahl auf 1000 verdoppelte. Aufgrund der zunehmenden Internationalisierung des Geschäfts agiert die Hönigsberg & Düvel Datentechnik GmbH mit ihren verbundenen Unternehmen seit 2009 unter dem jetzigen Namen H & D International Group.
Im Juni 2018 wurde bekanntgegeben, dass das IT-Dienstleistungsunternehmen HCL Technologies die H & D International Group übernimmt. Im April 2021 wurden alle mit der Hönigsberg & Düvel Datentechnik verbundenen Unternehmen verschmolzen und gingen über in die HCL Technologies Germany GmbH.

## Gesellschaften
Die H & D IT Automotive Services GmbH war die größte Tochtergesellschaft von H & D und stellt damit das Kerngeschäft dar.
Die H & D IT Professional Services GmbH transportierte das im Volkswagen-Umfeld aufgebaute H & D-Dienstleistungsspektrum in neue Zielgruppen, Branchen und Regionen. Die H & D IT Professional Services GmbH steht daher in enger Wechselbeziehung zu den anderen Bereichen des Gesamtunternehmens.
Software-Projekte zur Geschäftsprozessunterstützung wurden auf Produktniveau entwickelt und betrieben. Als Erweiterung des Dienstleistungsspektrums gehörten die Engineering Services, die technischen Dienstleistungen im Bereich Automotive, ebenfalls zur H & D IT Solutions GmbH.
H & D Training und Consulting GmbH wurde 2011 gegründet und bündelte alle CAx- und Engineering-Themen branchenübergreifend.
Die H & D International GmbH wurde im Frühjahr 2008 gegründet und kümmerte sich um den Aufbau der Auslandsgesellschaften.
Als Tochtergesellschaft von H & D wurde 2007 die Hönigsberg & Düvel Datentechnik Czech s.r.o. gegründet. H & D Czech s. r. o. leistete hauptsächlich PC- und Server-Support, KPDM-Schulungen, Datenbank-Betreuung sowie Softwareentwicklung innerhalb der Tschechischen Republik.

## Tätigkeit
H & D war Partner verschiedener Software-Hersteller und Technologieunternehmen, beriet aber herstellerunabhängig. Sie liefere hauptsächlich IT-Dienstleistungen aus den Bereichen Managed Services (Server, Clients und Anwendungen), Softwareentwicklung, IT-Infrastruktur und Entwicklungen zu SAP. Dazu kamen rein ingenieurtechnische Dienstleistungen, IT- und Non-IT-Schulungen sowie Management-Dienstleistungen zur personellen und organisatorischen Unterstützung von Projekten. Die Servicedesk-Projekte betreuten bis zu 60.000 Clients. 2008 wurde mit der Hönigsberg & Düvel Datentechnik Czech s. r. o. in Mladá Boleslav die erste internationale Tochtergesellschaft gegründet. An diesem Standort wurden hauptsächlich Entwicklungsleistungen erbracht. 